# 切雷普瓦劳尔尧
切雷普瓦劳尔尧，是匈牙利包尔绍德-奥包乌伊-曾普伦州所辖的一个村。总面积14.62平方公里，总人口450，人口密度30.8人/平方公里（2011年1月1日）。